# Diplostix vicaria
Diplostix vicaria är en skalbaggsart som först beskrevs av Cooman 1935.  Diplostix vicaria ingår i släktet Diplostix och familjen stumpbaggar. Inga underarter finns listade i Catalogue of Life.